# Pablo José de Montiel y Echavarría Navarro
Pablo José de Montiel y Echavarría Navarro o bien Pablo José de Montiel y Vázquez de Coronado (Capitanía General de Guatemala, ca. 1690 – Granada de la provincia de Nicaragua, Capitanía General de Guatemala, 17 de mayo de 1754) fue el sexto adelantado de Costa Rica, por heredar en el año  1733 el título de su padre, Diego Vázquez de Montiel.

## Biografía

### Origen familiar y primeros años
Pablo José de Montiel y Echavarría Navarro había nacido hacia 1690 en algún lugar de la Capitanía General de Guatemala que dependía del Virreinato de Nueva España, siendo el hijo primogénito del adelantado Diego Vázquez de Montiel y Ocón y Trillo y Sebastiana de Echavarría Navarro y Muñoz-Hidalgo.

### Adelantado de Costa Rica
Con el nombre de Pablo José de Montiel y Vázquez de Coronado heredó el título de adelantado y la renta a él anexa al fallecer su progenitor, siéndole reconocido por el rey el 17 de junio de 1733.

### Matrimonio y descendencia
Pablo José Montiel contrajo nupcias con María Felipa de Valderrama y Claver, hija de Baltazar Francisco de Valderrama y Haro, 41.er gobernador de Costa Rica desde 1727 hasta 1736, y de Teresa Claver, con la que tuvo varios hijos, entre ellos:
- Diego José de Montiel y Valderrama[3][4][5] (Granada de la provincia de Nicaragua, Capitanía General de Guatemala, 12 de mayo de 1748 - ib., República Federal de Centro América, ca. 1838) quien fuera el heredero del título como séptimo[1] adelantado de Costa Rica.[1][4]

### Fallecimiento
Residió habitualmente en Granada de la provincia de Nicaragua, donde murió el 17 de mayo de 1754.